# Средиземное море (скульптура)
Средиземное море (тур. Akdeniz) — монументальная скульптура работы турецкого скульптора Ильхана Комана, первоначально возведённая на проспекте Бююкдере в районе Левент (Стамбул, Турция) в 1980 году. Ныне же она располагается на территории Культурного центра Yapı Kredi на улице Истикляль.
«Средиземное море», являющееся одной из самых известных скульптур Стамбула, представляет собой фигуру женщины с распростёртыми руками, сформированную из 112 равномерно расположенных полос листового металла толщиной 12 мм.
По словам самого скульптора, когда он слышал о таких проявлениях любви, как объятия, пред ним представал образ Средиземного моря. Это впечатление и послужило идеей для его работы. Скульптурная композиция, отображающая технику резки и складывания бумаги, весит 4,5 тонны. В 1981 году Ильхан Коман был удостоен премии Фонда изобразительных искусств Седата Симави за эту работу.
Скульптура, которую заказала страховая компания Halk Sigorta (позднее переименованная в Yapı Kredi Sigorta), была первоначально установлена перед её штаб-квартирой на проспекте Бююкдере в стамбульском районе Левент. В 2005 году она была временно перемещена на площадь Галатасарай для участия в выставке Ильхана Комана, а через некоторое время, когда Halk Sigorta стал частью Yapı Kredi Sigorta, скульптура была установлена перед штаб-квартирой банка Yapı Kredi в Левенте. В 2014 году протестующие против вторжения Израиля в сектор Газа во время конфликта между ними повредили скульптуру, которая находилась рядом с израильским консульством в Левенте. После этих событий жители Эдирне подали петицию с просьбой перенести скульптуру в свой город. В то же время муниципальные власти района Муратпаша в Анталье также выразили готовность разместить у себя работу Комана. В итоге скульптура была отремонтирована и в 2017 году перемещена в здание Культурного центра Yapı Kredi на улице Истикляль.